# گورد هاینز
گورد هاینز (انگلیسی: Gord Hynes؛ زادهٔ ۲۲ ژوئیهٔ ۱۹۶۶) بازیکن هاکی روی یخ اهل کانادا است.
از باشگاه‌هایی که در آن بازی کرده‌است می‌توان به فیلادلفیا فلایرز اشاره کرد.